# 基律納教堂

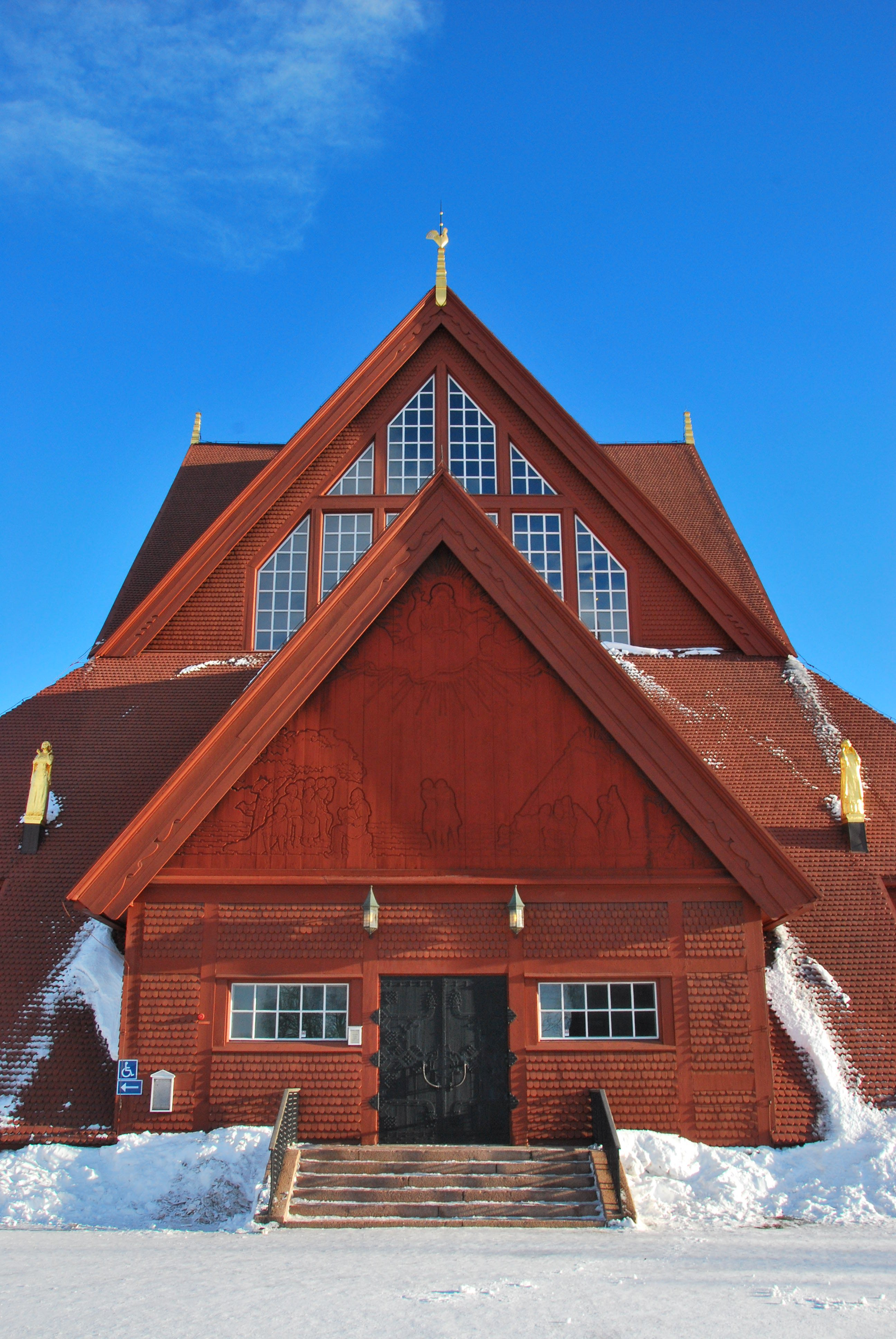
基律納教堂

基律納教堂（瑞典語：Kiruna kyrka）是位於瑞典城市基律納的一座教堂。2010年，基律納教堂被瑞典人選為瑞典最美麗的公共建築。基律納教堂修建於1909年至1912年。

## 外部連結
维基共享资源上的相關多媒體資源：基律納教堂
- Jukkasjärvi Parish（页面存档备份，存于） （瑞典文）